# Space Shower TV
A Space Shower TV (スペースシャワーTV) japán zenei televíziós csatornahálózat, melyet a minatói székhelyű Space Shower Networks, Inc. működtet. Az adó 1989. december 1-jén, 6:00-kor kezdte meg a műsorszórást.
A Space Shower TV megalapítása mögötti legfőbb mozgatórugó az volt, hogy a Music Televisionhöz hasonló televíziós csatornahálózatot hozzanak létre Japánban. Az alapítók célja az volt, hogy a hálózat kizárólag zenei csatornaként működjön, melyet a „valódi zenerajongók” elvárásainak megfelelő tartalmakkal töltenek ki.